# إنكيغايو
إنكيغايو (كورية؛ 인기가요; العنوان بالإنجليزية : The Music Trend، سابقا Popular Song) هو برنامج موسيقي كوري جنوبي يذاع بواسطة إس بي إس(SBS). ويبث على الهواء مباشرة كل أحد على ساعة 3:40 بعد زوالا بتوقيت كوريا الجنوبية. العرض يتميز باستضافة الفنانين الأحدث والأكثر شعبية الذين يؤدون على خشبة المسرح. واعتبارا من 17 مايو، 2015،  يقدم البرنامج، جاكسون وانغ، Kim Yoo-jung ويوك سونغجاي من غوت سفن. والذي أذيع على إس بي إس من قاعة مفتوحة بحي غانغسو، سول، كوريا الجنوبية.

## وصلات خارجية
- إنكيقايو الموقع الرسمي (كورية)
- إنكيقايو . على يوتيوب (كورية)